# 금남로5가역
금남로5가역(Geumnamno 5(o)-ga station, 錦南路5街驛)은 대한민국 광주광역시 북구 북동에 있는 광주 도시철도 1호선의 지하철역이다. 역사 내에 광주 학생 독립 운동 기념 홍보관이 있다. 광주천 하저터널로 양동시장역과 연결된다.

## 역 구조
2면 2선의 상대식 승강장을 가진 지하역이다. 승강장에는 스크린도어가 설치되어 있다.

### 승강장
| 금남로4가 ↑ |
| \| 상       |
| ↓ 양동시장  |

| 상행 | ● 광주 도시철도 1호선 | 녹동 방면 |
| 하행 | ● 광주 도시철도 1호선 | 평동 방면 |

## 역 주변
- 광주은행본점
- 대인교차로
- 신한은행 광주금융센터
- 롯데백화점 광주점
- 광주제일고등학교
- 광주수창초등학교
- 아모레퍼시픽 광주사옥
- 양동현장민원실
- 미래에셋증권 IWC광주
- 금성미용직업전문학교
- IBK기업은행 광주지점
- 국민연금공단 동광주지사
- 충장로5가
- 국가인권위원회
- 월산로터리방면
- 우진아파트
- 삼익맨션
- 하나은행 금남로지점
- 삼익아파트
- KCTV광주방송
- 광주학생독립운동기념탑
- 북성치안센터
- 교보생명 누문동사옥
- 대한상호저축은행
- 광주은광교회
- 모든종합광고
- 고운글인쇄광고
- 리더스클럽 금남로점
- 중앙동행정복지센터
- 광주지방노동청 광주종합고용지원센터
- 신한은행 광주지점
- 농협중앙회 광주지점
- 광주중앙 침례교회
- 대인광장
- 북동우체국
- 광주역 방면
- 동부소빙서
- 광주지방공정거래사무소
- 국민연금 동광주지사
- 광주은행 본점
- 센트럴상호저축은행
- 롯데백화점

## 승차량 변동
2006년까지의 양은 홈페이지를 통해 공개된 바는 없다.
| 역 노선 | 승차 인원 | 승차 인원 | 승차 인원 | 승차 인원 | 승차 인원 | 승차 인원 | 승차 인원 | 승차 인원 | 승차 인원 | 승차 인원 | 승차 인원 |
| 역 노선 | 2007년    | 2008년    | 2009년    | 2010년    | 2011년    | 2012년    | 2013년    | 2014년    | 2015년    | 2016년    | 2017년    |
| ------- | --------- | --------- | --------- | --------- | --------- | --------- | --------- | --------- | --------- | --------- | --------- |
| 1호선   | 2136      | 2089      | 2157      | 2113      | 2142      | 2158      | 2157      | 2167      | 2183      | 2119      | 2053      |

## 인접한 역
| 광주 도시철도 1호선     | 광주 도시철도 1호선   | 광주 도시철도 1호선    |
| ----------------------- | --------------------- | ---------------------- |
| 105 금남로4가 녹동 방면 | ● 광주 도시철도 1호선 | 107 양동시장 평동 방면 |